# Abdullah Ibn Jibreen
Abdullah Ibn Dschibrin (arabisch عبد الله بن عبد الرحمن بن جبرين Abdallah b. Abd ar-Rahman b. Dschibrin, DMG ʿAbd Allāh b. ʿAbd ar-Raḥmān b. Ǧibrīn; * 1933 (1352 AH) in Saudi-Arabien; † 13. Juli 2009) war ein saudischer Islamgelehrter und Mufti.

## Leben
Er wurde mit 12 Jahren Hafiz und erwarb mit 25 Jahren den Sekundärschulabschluss. 1961 erwarb er einen Bachelor in Scharia, 1970 einen Masterabschluss vom „Higher Institute for the Judiciary“, und 1987 einen Doktor. Er erhielt seine Ausbildung unter anderem von Abd al-Aziz ibn Baz.
Er war Mitglied des Ständigen Komitee für Rechtsfragen und Mitglied der Oberaufsicht für Islamische Forschung, Ifta, Aufruf und Verbreitung im Königreich Saudi-Arabien.
Ibn Dschibrins Schwiegersohn, Isa Saad Muhammad ibn Aushen, wurde im Dezember 2003 auf die saudische Fahndungsliste der meistgesuchten Al-Qaida-Terroristen gesetzt. Im Juli 2004 wurde er bei einem Schusswechsel getötet in einem Haus in Riad, in dem sich Waffen, Sprengstoffe und gefrorene Leichenreste einer vor der Kamera enthaupteten amerikanischen Geisel befanden.
Ibn Dschibrin wurde nach einer Herzoperation im Mai 2009 auf Kosten des saudischen Königs in der Berliner Charité medizinisch behandelt und von der saudischen Botschaft betreut. Nachdem ein Exil-Iraker ihn wegen Volksverhetzung und Unterstützung des Terrorismus bei der deutschen Polizei angezeigt hatte, erhielt Ibn Dschibrin in Berlin Polizeischutz und kehrte Ende Mai nach Saudi-Arabien zurück. Auf eine kleine Anfrage im Bundestag hin erklärte das Bundesministerium des Innern, dass der deutsche Innenminister bei seinem gleichzeitigen Besuch in Saudi-Arabien keine Zusagen gemacht habe und nur über die Schutzmaßnahmen des Landeskriminalamtes Berlin informiert habe. Ibn Dschibrin starb mit 78 Jahren am 13. Juli 2009 in Riad.

## Ideologie
Ibn Dschibrin war ein Lehrer von Turkī al-Binʿalī, dem Chefideologen der IS-Organisation.

### Polemik gegen Schiiten
1991 erließ Ibn Dschibrin eine Fatwa, in der er Schiiten zu Apostaten erklärt und ihre Tötung rechtfertigt. Seinen Standpunkt gegenüber Schiiten legte er zudem in weiteren Fatwas dar. In einer führt er an, dass sie aus vier Gründen Ungläubige seien: 1) sie fechten den Koran an, 2) sie fechten die Sunna und die authentischen ḥādīṯe an, 3) sie würden takfīr auf die Sunniten anwenden (sie als Ungläubige bezeichnen), 4) sie übertreiben die Rolle ʿAlīs und seiner Nachkommen.
Weiter schrieb ibn Dschibrin, dass es 'Muslimen' verboten sei, schiitisches Schlachtvieh zu essen oder sich mit ihnen zu mischen – dies bedeutet auch das Verbot für eine Hochzeit zwischen Sunniten und Schiiten. Letzteren sei es zudem verboten in Moscheen von Muslimen (masāǧid al-muslimīn) zu beten. Ein weiterer wichtiger Punkt war, dass die schiitische Gräberverehrung unislamisch sei.